# 永邦.Come
《永邦.Come》是歌手永邦的流行音樂專輯，於2002年10月14日正式發行。

## 曲目
1. 威尼斯的淚
2. 廢墟
3. 支離人
4. 魔鬼的交易
5. 大爺
6. 男人淚
7. 尋情記
8. Burn It Up
9. 野百合也有春天
10. Tell Me Baby